# Campeonato Carioca 1910
In 1910 werd het vijfdeCampeonato Carioca gespeeld voor voetbalclubs uit de toen nog Braziliaanse hoofdstad Rio de Janeiro. De competitie werd gespeeld van 1 mei tot 30 oktober 1910. Botafogo werd kampioen. 

## Eindstand
| Plaats | Club         | Wed. | W | G | V | Saldo | Ptn. |
| ------ | ------------ | ---- | - | - | - | ----- | ---- |
| 1.     | Botafogo     | 10   | 9 | 0 | 1 | 66:9  | 18   |
| 2.     | Fluminense   | 10   | 7 | 1 | 2 | 28:16 | 15   |
| 3.     | America      | 10   | 7 | 0 | 3 | 31:18 | 14   |
| 4.     | Riachuelo    | 10   | 3 | 0 | 7 | 16:37 | 6    |
| 5.     | Rio Cricket  | 10   | 2 | 1 | 7 | 4:26  | 5    |
| 6.     | Haddock Lobo | 10   | 1 | 0 | 9 | 11:50 | 2    |

|  | Kampioen |

### Kampioen
| Campeonato Carioca de 1910   |
| Rio de Janeiro               |
| ---------------------------- |
| BOTAFOGO Kampioen (2° titel) |